# Киргизско-польские отношения
Киргизско-польские отношения — двусторонние дипломатические отношения между Кыргызстаном и Польшей.

## История
Обе страны разделили схожую участь, потеряв свою независимость из-за действий Российской империи. Речь Посполитая была поделена между Россией, Австрией и Пруссией (позже Германией), а Кыргызское ханство было завоевано Российской империей. Оба народа восстали против российского правления, особенно поляки в 1830 и 1863 годах и киргизы в 1916 году. В 1890 году на территории современного Кыргызстана проживало 240 поляков.
После Первой мировой войны Польша восстановила независимость, а затем успешно отразила советское вторжение, тогда как территория Кыргызстана перешла под советское правление. В 1937—1938 годах польская община в Киргизской ССР, насчитывавшая от 300 до 700 человек, как и в других частях СССР, подверглась репрессивной Польской операции НКВД.
После начала Второй мировой войны в 1939 году Киргизская ССР стала одним из пунктов назначения для депортации поляков из оккупированной Советским Союзом восточной Польши. В 1941 году около 200 польских семей из Карелии были депортированы в Киргизскую ССР. В начале 1942 года Армия Андерса вместе с тысячами мирных жителей была переброшена в Киргизскую и Узбекскую ССР. В Каинды и Кара-Суу находились польские танковый и артиллерийский учебные центры соответственно, а автомобильные батальоны были переброшены в Кара-Балту.
Поляки пострадали от эпидемий и голода, погибли тысячи людей. В Джалал-Абаде есть польское кладбище. В 1942 году армия с тысячами мирных жителей была эвакуирована в Иран. По данным СССР, в 1943 году в Киргизской ССР всё ещё проживало более 11 000 польских граждан. После войны в 1946—1948 годах из Киргизской ССР в Польшу было репатриировано более 11,5 тысяч поляков.
В 1950-е и 1960-е годы поляки, депортированные в Казахстан в 1936 году, переезжали в Киргизию из-за более теплого климата. По переписи 1959 года в Киргизской ССР проживало 1086 поляков.

### Современные отношения
27 декабря 1991 года Польша признала Кыргызстан. Двусторонние отношения между странами были установлены 10 февраля 1992 года. В 1993 году Польша и Кыргызстан подписали Договор о культурном и научном сотрудничестве, а в 1998 году — соглашение об избежании двойного налогообложения.
Согласно данным МИД Польши, Кыргызстан остаётся ключевым стратегическим союзником Польши в Центральной Азии. Польша выражает свою благодарность за политические реформы в Кыргызстане, активно участвуя в помощи развитию этой страны. Кыргызстан давно служит площадкой для реализации различных проектов со стороны Польши, включая программы обеспечения доступа к чистой питьевой воде для жителей отдалённых горных районов.
Основой для развития двусторонних экономических связей служит Польско-Кыргызская комиссия экономического сотрудничества. В экономической сфере странами обсуждались вопросы предоставления Польшей кредитов, сельского хозяйства, развитие малого и среднего бизнеса, а также обмен опытом в области государственно-частного партнёрства и цифровизации. Обе стороны выразили желание продолжить сотрудничество в этих направлениях. Польша рассматривает Кыргызстан как ключевого экономического партнера в регионе Центральной Азии, особенно в областях сельского хозяйства, добычи природных ресурсов и использования возобновляемых источников энергии.
Культурные центры обеих стран проводят многочисленные концерты, встречи и выставки. Польские дипломатические и консульские миссии в Казахстане активно продвигают польскую культуру и искусство в Кыргызстане. Посольство Польши в Астане отмечает увеличение интереса киргизов к обучению в Польше. Благодаря усилиям польских организаций был запущен курс польского языка в университете в Бишкеке. Почетное консульство Польши в Бишкеке активно содействует расширению учебно-исследовательской базы местного киргизского лингафонного кабинета.

В октябре 2021 года Польша передала Кыргызстану 55,2 тыс. вакцин против COVID-19.

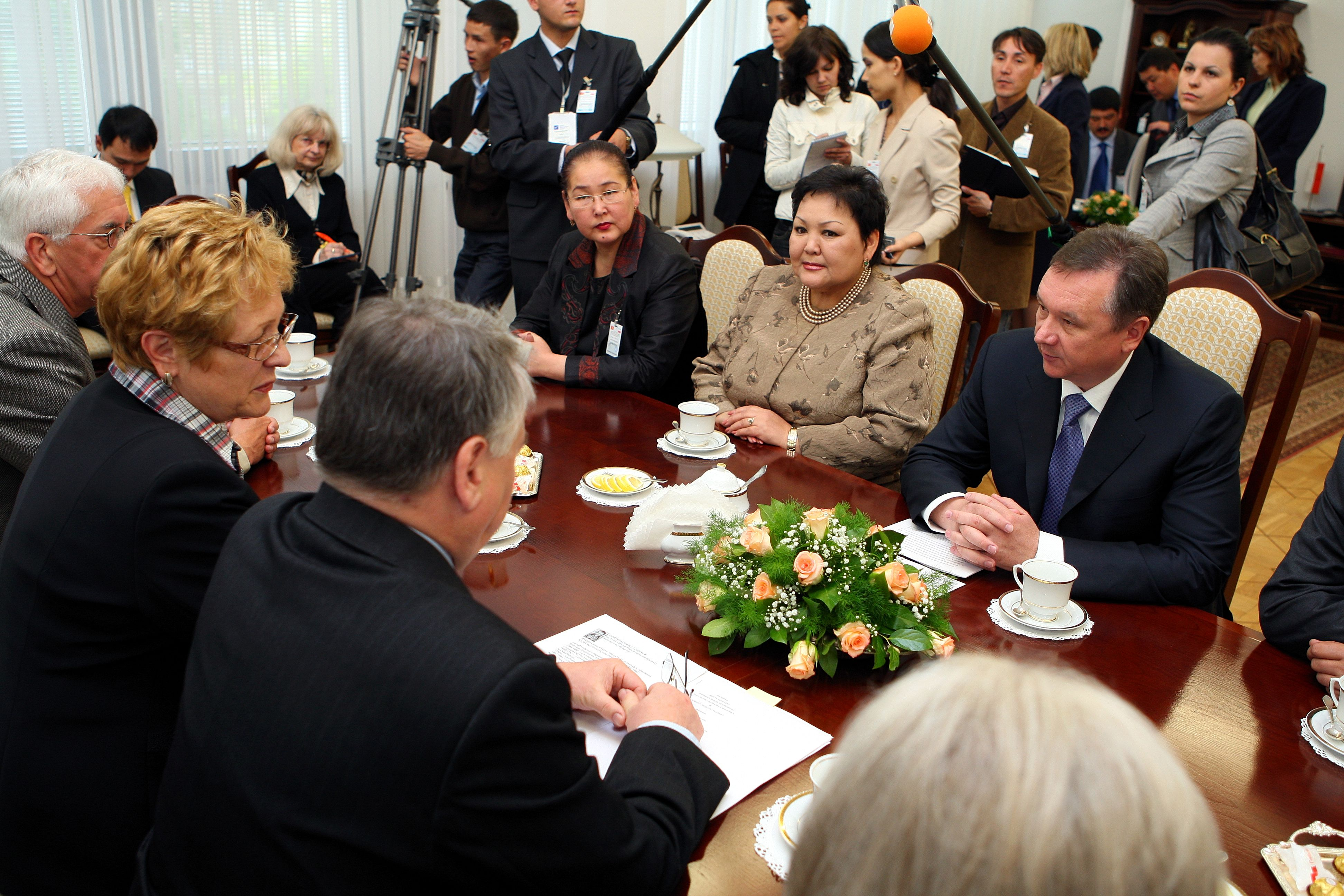
Визит премьер-министра Кыргызстана Игоря Чудинова в Сенат Польши в 2008 году

## Визиты на высшем уровне
Президент Кыргызстана Аскар Акаев посещал Польшу в 1998 и 2004 годах, а премьер-министр Игорь Чудинов — в 2008 году.
В 2002 году президент Польши Александр Квасьневский посетил Кыргызстан.

## Дипломатические миссии
Кыргызстан представлен в Польше через посольство в Берлине, а Гливице имеется почётное консульство Кыргызстан.
Польша представлена в Кыргызстане через посольство в Астане, а в Бишкеке имеется почётное консульство Польши.